# Scott Garrett
Ernest Scott Garrett (Englewood, 9 luglio 1959) è un politico e avvocato statunitense, membro della Camera dei Rappresentanti per lo stato del New Jersey dal 2003 al 2017.

## Biografia
Laureato in legge, Garrett fu avvocato e successivamente entrò in politica candidandosi alla Camera dei Rappresentanti come sfidante della deputata Marge Roukema nelle primarie repubblicane. Garrett venne sconfitto dalla moderata Roukema in due occasioni, ma quando la donna decise di ritirarsi nel 2002, l'uomo decise di riprovarci e questa volta vinse.
Negli anni successivi venne riconfermato dagli elettori per altri sei mandati, finché nel 2016 venne sconfitto dall'avversario democratico Josh Gottheimer.
Garrett è un noto conservatore ed è sostenuto dall'American Conservative Union.